# Philippe Abraham Peticolas

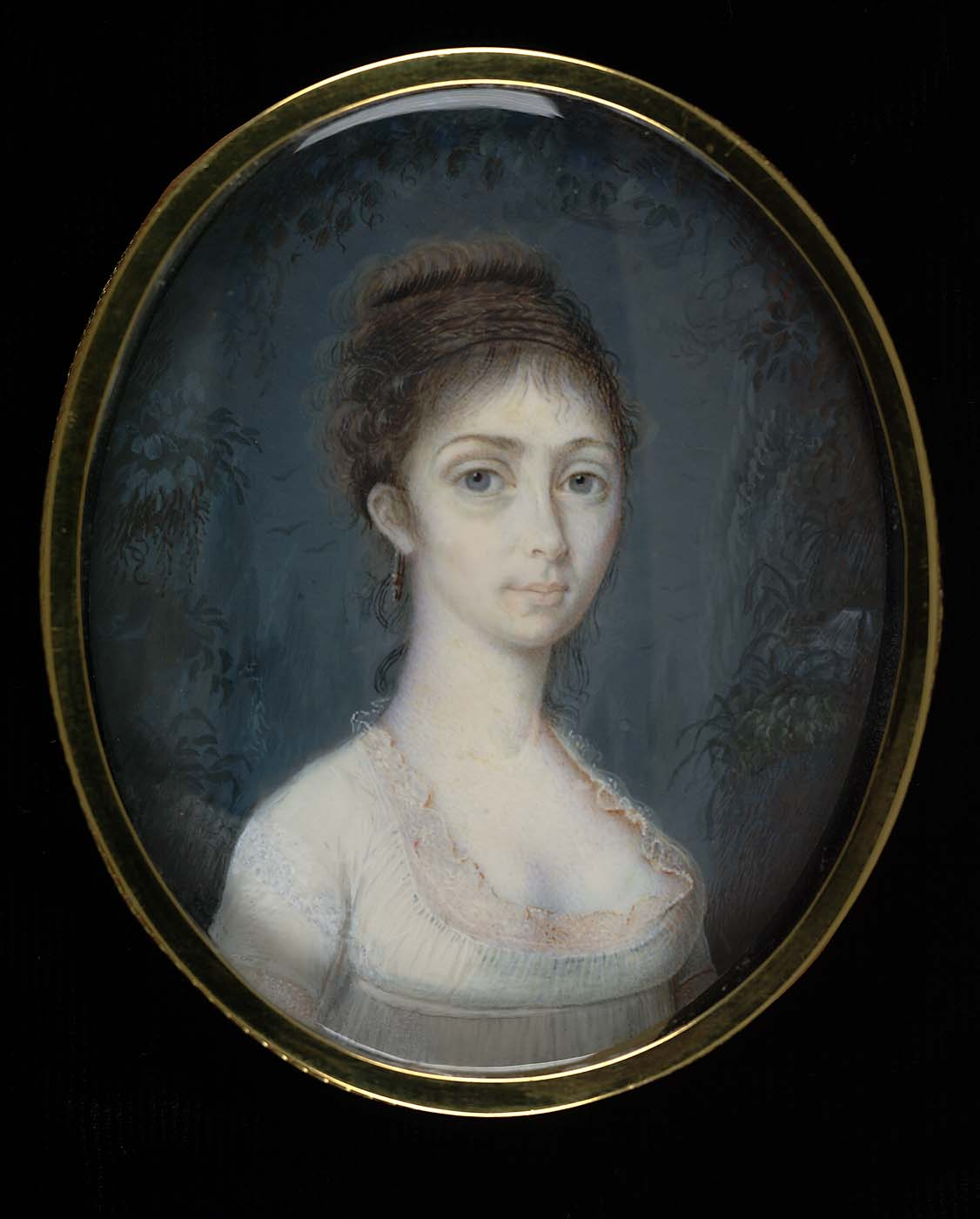
Philippe Abraham Peticolas: Mrs. George Willig (1804). Smithsonian American Art Museum

Philippe Abraham Peticolas (* 22. März 1760 in Mézières, Frankreich; † 1841 in Petersburg, Virginia, Vereinigte Staaten) war ein französisch-amerikanischer Miniaturmaler und Porträtist.

## Leben
Philippe Abraham Peticolas wurde 1760 in Mézières (heute Teil der französischen Region Ardennen) geboren. Er diente als junger Mann acht Jahre lang in der Armee von Maximilian Joseph, dem späteren König von Bayern, und begann in dieser Zeit, Miniaturen zu malen. Den meisten Quellen zufolge reiste er vor oder um 1790 nach Santo Domingo (heute die Dominikanische Republik). Im Jahr 1791, zur Zeit der Sklavenaufstände, floh er mit seinem Sohn von der Insel. Anschließend ließ er sich in Philadelphia nieder, wo er als Miniaturmaler und Händler mit Druckerzeugnissen lebte und arbeitete. Von 1798 bis 1799 lebte Peticolas in Baltimore, bevor er 1804 nach Richmond zog. Dort gründete er eine Akademie für junge Frauen, die Unterricht in Miniaturmalerei, Musik und Französisch anbot. Seine vier Söhne wurden ebenfalls als Künstler bekannt: Augustus unterrichtete Musik an der Akademie, Julius Adolphus war Musiker und Kaufmann und Theodore (1797–?) sowie Edward (1793–ca. 1853) malten Miniaturen. 1841 starb er in Petersburg, Virginia.

## Werk

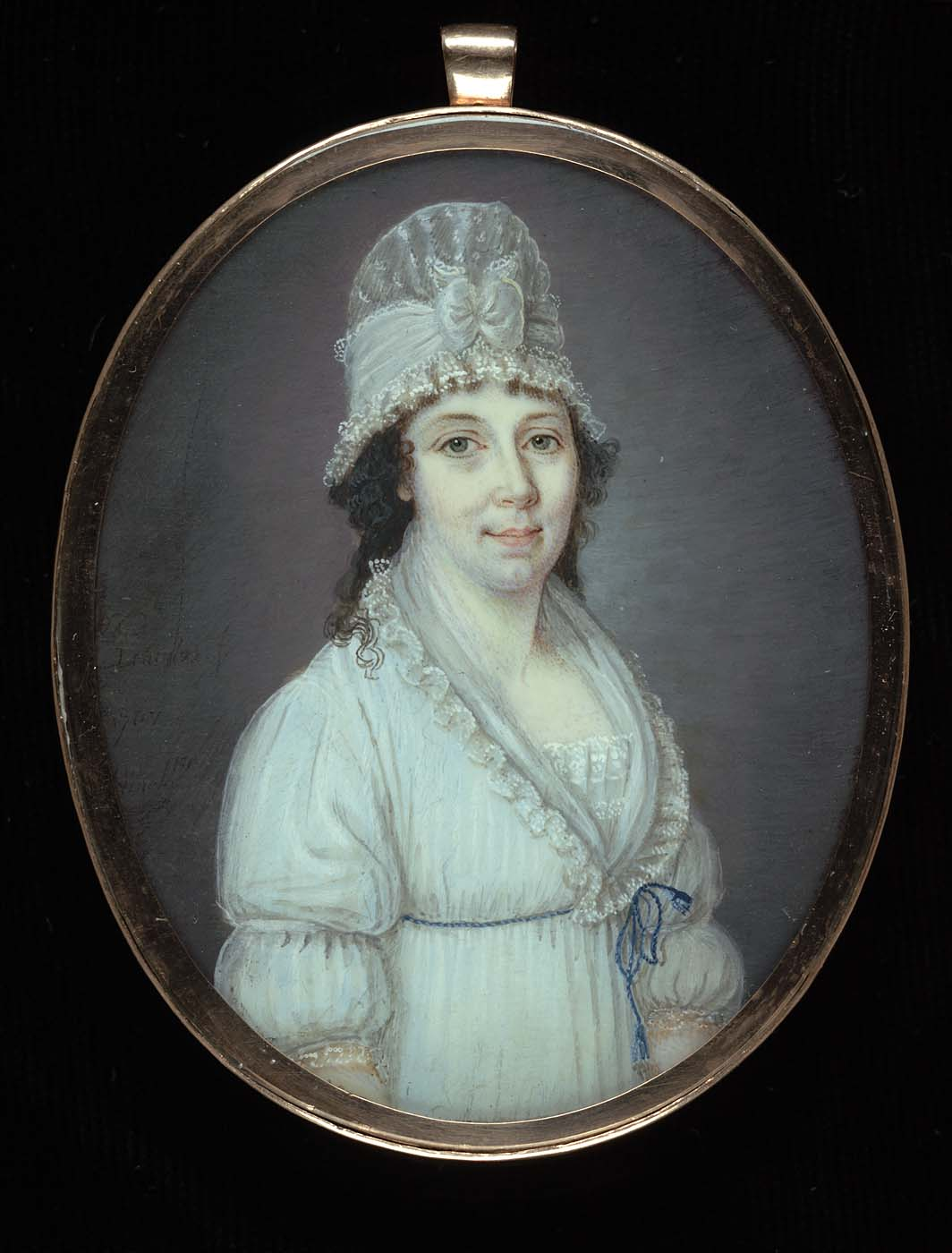
Philippe Abraham Peticolas: Mrs. Cornelius Baldwin (Mary Briscoe), 1797. Smithsonian American Art Museum

Philippe Peticolas künstlerisches Werk umfasst vor allem feine Aquarellminiaturen auf Elfenbein, darunter Porträts von Damen und Herren der Oberschicht. Bekannte Beispiele sind ein um 1797 entstandenes Mädchenbildnis und ein Männerporträt aus dem Jahr 1798, die sich heute beide im Metropolitan Museum of Art befinden. Seine Technik zeichnet sich durch glatte, transparente Farbverläufe, eine feine Pinselführung und klare Konturen aus. Er nutzte helle Hauttöne, oft auf gelblich getöntem Elfenbein, um subtile Lichtwirkungen zu erzielen. Die Darstellung von Frisuren, Kleidung und Accessoires ist sehr detailgenau. Stilistisch zeigt Peticolas eine Mischung aus französischer Eleganz und amerikanischer Sachlichkeit seiner Epoche. In Richmond übernahm er zudem didaktische Aufgaben als Musiklehrer und prägte die Kunstszene der Stadt nachhaltig.